# Фюрстенберг-Вейтра, Мария Йозефа София
Мария Жозефа София Фюрстенберг-Вейтрская (21 июня 1776, Вена — 23 февраля 1848, Вена) — дочь ландграфа Иоахима Эгона Фюрстенберг-Вейтрского и его жены графини Софии Терезы Эттинген-Валлерштейнской.
Она вышла замуж в Вене 12 апреля 1792 за наследного принца Иоганна I Лихтенштейна, который в 1805 г. возглавил вельможный дом Лихтенштейнов.
Пара имела 14 детей:
- Леопольдина Мария Жозефа (Мария Леопольдина Жозефа София Эмилиана)(11 сентября 1793 — 28 июля 1808); Место захоронения: Вранау
- Каролина (2 февраля 1795 — умерла в младенчестве)
- Алоизий II Иосиф князь Лихтенштейна (26 мая 1796 — 12 ноября 1858), женат в 1831 на графине Франциске Кински фон Вхиниц-и-Теттау
- София Мария Йозефа (или Мария София Жозефа)(5 сентября 1798, Вена — 17 июня 1869, Вена), в 1817 вышла замуж за Викентия, графа Эстерхази, барона цу Галанта (ум. 1835); княгиня Эстерхази была придворной дамой императрицы Елизаветы и была показана в фильме «Сисси» (актриса Елена Лаутербёк); Место захоронения: Вранау
- Мария Жозефина (11 января 1800, Вена — 13 июня 1884, Вена); Место захоронения: Ишл
- Франциск де Паула Иоахим Иосиф (25 февраля 1802, Вена — 31 марта 1887, Вена), фельдмаршалл-лейтенант австрийской империи, женат в 1841 на графине Юлии Потоцкой; прадед князя Франца Иосифа II (1906—1989) и предок правящего княжеского дома; Место захоронения: Вранау
- Карл Иоанн Антон (14 июня 1803, Вена — 12 октября 1871 Ишл); женат в 1836 на графине Розалии фон Грюнне, вдове графа фон Шёнфельд (3 марта 1805 — 20 апреля 1841); Место захоронения: Нейленгбах
- Клотильда (19 апреля 1804 — 27 января 1807 Вена); Место захоронения: Вранау
- Генриетта (1 апреля 1806, Германестец — 15 июня 1886, Ишл), вышла в 1825 замуж за Иосифа графа Хуньяди фон Кетхели (ум. 1869); Место захоронения: Ишл?
- Фридрих (21 сентября 1807 — 1 мая 1885 Вена), женат 1848 на придворной камерной певице Софие Лёве (24 марта 1811 — 28 сентября 1866); Место захоронения: Вранау
- Эдуард Франциск Людовик (22 февраля 1809 Вена — 27 июня 1864 Карлсбад), женат в 1839 на графине Гонории Хонлонивской, вдове Ковниаки (1 августа 1813 — 1 сентября 1869); Место захоронения: Вранау
- Август (Людовик) Игнатий (22 апреля 1810, Вена — 27 мая 1884, Вена); Место захоронения: Вранау
- Ида Леопольдина София (12 сентября 1811, Айсгруб — 27 июня 1884, Вена), в 1832 вышла замуж за Карла, князя Паар (1806—1881); Место захоронения: Бехине
- Рудольф (5 октября 1816, Вена — 19 июня 1848 Винченца, от ранения)

Княгине Жозефе посвящена соната для клавира Бетховена op. 27 Nr. 1 «Quasi una fantasia».

## Погребение
Княгиня Йозефа погребена рядом с мужем в Новой усыпальнице князей Лихтенштейн в Вранау.